# IC 1120/1
IC 1120/1 је спирална галаксија у сазвијежђу Змија која се налази на листи објеката дубоког неба у Индекс каталогу.
Деклинација објекта је + 18° 52' 19" а ректасцензија 15h 26m 10,9s. Привидна величина (магнитуда) објекта IC 1120 износи 15,2 а фотографска магнитуда 16,0.